# Dernell Every
Dernell Every (Athens, 18 de agosto de 1906-Mount Kisco, 11 de septiembre de 1994) fue un deportista estadounidense que compitió en esgrima, especialista en la modalidad de florete. Participó en tres Juegos Olímpicos de Verano, obteniendo una medalla de bronce en Los Ángeles 1932 en la prueba por equipos.

## Palmarés internacional
| Juegos Olímpicos | Juegos Olímpicos             | Juegos Olímpicos  | Juegos Olímpicos    |
| Año              | Lugar                        | Medalla           | Prueba              |
| ---------------- | ---------------------------- | ----------------- | ------------------- |
| 1932             | Los Ángeles (Estados Unidos) | Medalla de bronce | Florete por equipos |